# Baronia de Sant Mori

Escut de la família Rocabertí

La Baronia de Sant Mori era una unitat territorial que tenia el centre en el poble de Sant Mori (Empordà) i en el castell de Sant Mori, a més comptava amb el poble de Vilaür.
La senyoria era propietat a finals del segle xii de Dalmau de Creixell, que apareix documentat el 1290. El seu fill Guillem es va casar dues vegades, i amb la segona esposa, Guillema de Capcir, va tenir una filla, Gueraula. Ella, al seu torn, es va casar amb Bernat de Vilagut, senyor de Castell d'Empordà. Bernat va tenir quatre fills, Bernat, Guillem, Pere i Joan, castellà d'Amposta. Bernat i Pere foren senyors successius de Sant Mori a principis del segle xv van estar íntimament relacionats amb la monarquia dels Trastàmara, sobretot amb el rei Alfons el Magnànim, ja que comptaven amb vaixells per a les expedicions reials a Itàlia.
Pere de Vilagut es va casar amb Joana de Rocabertí i Erill, de la branca dels Cabrenys, hereva de la senyoria un cop aquest va morir el 1449. Joana va traspassar la propietat al seu germà Pere de Rocabertí i d'Erill, nascut vers el 1420. Pere va ser un actor destacat a la Guerra Civil Catalana del segle xv. La senyoria li fou confiscada i a canvi el rei li va donar la baronia de Maella, a l'Aragó, per compensar-lo. Ara bé, amb el retorn a la normalitat i la recuperació de Sant Mori, Pere fou elevat a la categoria de baró.
Pere es va casar amb Caterina d'Ortafà i va ser succeït en la baronia de Sant Mori pel seu fill Bernat Hug de Rocabertí i d'Ortafà, casat amb Cecília d'Hostalric i que va tenir una filla, Caterina de Rocabertí, que es casà el 1503 amb Jaume de Cardona, cavaller de Santiago i fill natural del primer duc de Cardona, Joan Ramon Folc IV de Cardona i una dama valenciana. A partir d'aquí els barons es van cognomar de Cardona-Rocabertí. Durant l'edat moderna el llinatge s'emparentà amb diferents cases nobiliàries, com els senyors de Guimerà, Ciutadilla, fins que en 1893, la baronia fou elevada a marquesat.

## Llista de barons
- Pere de Rocabertí i d'Erill (†c.1490)
- Bernat Hug de Rocabertí i Ortafà
- Caterina de Rocabertí (†1545), casada amb Jaume de Cardona (†1530).
- Lluís de Cardona i Rocabertí (†1540)
- Jaume de Cardona-Rocabertí (†1588)
- Lluís de Cardona-Rocabertí i de Sunyer (†1593)
- Joan de Cardona-Rocabertí (†c.1607)
- Galceran de Cardona-Rocabertí (†1620)
- Miquel de Cardona-Rocabertí (†1645)
- Jaume de Cardona-Rocabertí i de Sentmenat (†1653)
- Maurici de Cardona-Rocabertí (†1674)
- Elisabet de Cardona-Rocabertí (†1725), casada amb Josep de Meca-Caçador, primer marquès de Ciutadilla.

…
- Francesc de Paula Sentmenat i Clariana
- Ramon de Sentmenat i Despujol (s.XIX), marquès de Sentmenat i de Ciutadilla
- Mercè de Sentmenat i de Patiño (1857–1935), que va rebre el marquesat de Sant Mori.

## Membres destacats del llinatge
- Bernat de Cardona i de Queralt, 80è President de la Generalitat de Catalunya